# Зимоцвет
Зимоцвет (Chimonanthus praecox (L.) Link, синоним Chimonanthus fragrans Lindl., базионим Calycanthus praecox L.) је једини представник рода Chimonanthus који се узгаја као украсна биљка. Име рода од грчких речи ξειμων = зима и ανθοσ = цвет. Име врсте praecox је латинског порекла и значи ран, што је често име за биљке које цветају пре листања. Епитет синонима fragrans значи миришљав.

## Опис врсте
Расте као листопадни жбун висине до 3 m, широкоокругластог хабитуса. На гранчицама терминално се јављају два пупољка.
Листови су наспрамни, цели, елиптичноовални до овалноланцетасти, 7-15 (20) cm дуги, и 3-7 cm широки, светлозелени, сјајни, на лицу голи, на наличју дуж нерава маљави.
Цветови су 3-4 cm широки, висећи, окренути према тлу, спирално распоређени, седећи и бројни. Латице су сумпорно жуте боје, воскасте и готово прозирне док је средиште цвета љубичасто. Хермафродитни су и опрашују се инсектима. Цветови шире опојан, слаткаст мирис који подсећа на мирис љубичице. Настају из пупољака у пазуху листова на 3-4 године старим гранама. Зимоцвет цвета врло рано, обично од новембра до фебруара, зависно од временских услова.
Плод је псеудокарп - хипантијум 3-4 cm дуг и 1,5 cm широк, која на врху има отвор кроз који прави плод - ахенија испада када је зрео. У хипантијуму 2-5 дугуљастих, тамноцрвених и сјајних ахенија дужине 1,2 cm и ширине 0,5 cm. Семе сазрева крајем лета. Ексалбуминско је и са спирално увијеним котиледонима. Има висок проценат клијавости, треба га сејати у априлу. Клијање епигеично.

## Ареал
Расте у централној и источној Кини. У природи ова врста насељава гребене, кланце и врлети, и може се наћи на надморској висини до 3000 m. Честа је у планинским шумама (500-1100 m н.в.).

## Биоеколошке карактеристике
Врста се гаји на отвореним и полусеновитим местима заштићеним од налета ветра. По распрострањењу припада климатској зони 7-9 и може издржати мразеве до -18 °C. На нижој температури долази до промрзавања свих надземних делова. Врста није избирљива према земљишту али најбоље успева на растреситим и свежим глиновитим земљиштима. Слабо дренирано земљиште може довести до појаве пега и жутила на листовима. Отпорна је на болести и штеточине. Потребно је избегавати орезивање жбуна, а уколико је оно неопходно треба га извршити непосредно по прецветавању.

## Унутарврсни таксони
Познатији унутарврсни таксони су: Chimonanthus praecox ‘Grandiflorus’ са 4-5 cm дугим, интензивно жутим цветовима и јасно израженим кестењастим средиштем цвета. Chimonanthus praecox var. luteus (syn.-{‘Concolor’-)} се одликује сјајним, ланцетастим листовима, око 12 cm дугим и воштано жутим једнобојним, јако миришљавим цветовима. Сорта Chimonanthus praecox ‘Margaret Best’ ређе се среће.

## Примена
Карактеристика врсте Chimonanthus praecox (L.) Link да цвета зими, чини је веома интересантном са становишта примене у различитим категоријама зелених простора. Поред тога, интензиван и пријатан мирис цвета омогућава да се цветне гране користе за аранжмане. Цветови се користе у фармацеутској и индустрији парфема, за ароматизовање чајева, и као зачин (цветови су јестиви). Цветови и пупољци садрже 0.5-0,6% есенцијалних уља која у свом саставу имају бензил алкохол, бензил ацетат и друге састојке који их чине лековитим.

## Размножавање
И поред изузетних одлика, зимоцвет се ретко среће на зеленим површинама у Србији. Разлог томе може бити што већина референтних публикација не даје податке о начинима масовне, комерцијалне производње ове врсте. Већина публикација говори о генеративном начину размножавања. Размножавање семеном, с обзиром на мали број унутарврсних таксона, може да буде добар начин за добијање нових сорти. Међутим, зимоцвет се карактерише касним ступањем у репродуктивну фазу, 5-12 година од сетве до цветања, што је основни разлог потраге за алтернативним методама размножавања.
Код вегетативног размножавања примат се даје полегању. Метод ожиљавања зелених резница се показао као неодговарајући због малог процента ожиљавања. Резултати зависе од степена одрвењености и неуједначени су. Попречни пресек једногодишњег летораста указује на рану појаву склеренхима, који представља механичку сметњу издуживању коренских зачетака. У условима стакленика и мист система ожилило се 35% зелених резница третираних са 50 ppm IBA , док су нетретиране резнице дале 15% ожиљеница.